# Astrotoma sobrina
Astrotoma sobrina är en ormstjärneart som först beskrevs av Döderlein 1911 (non Lyman, 1879.  Astrotoma sobrina ingår i släktet Astrotoma och familjen medusahuvuden. Inga underarter finns listade i Catalogue of Life.